# Calderilla

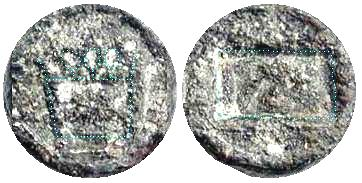
Moneda calderilla.

El término calderilla etimológicamente significa «caldera pequeña», pero su significado más común en España es el de un grupo de monedas de valor menor.
Su origen viene de la moneda llamada barilla designada en 1680 y usada en Filipinas durante el siglo XVIII y que era una pieza monetaria fraccionaria elaborada con cobre, al igual que los calderos de la época.
En el año 1837 se las substituyó por monedas acuñadas en España.
Su sinónimo de bajo valor viene dado por el hecho de que estaban fabricadas en cobre, que es un material de poco coste, o bien de vellón, es decir, con aleaciones de plata y cobre. Además estaban reselladas, o sea, que tienen una marca indicando que su valor es todavía menor que el indicado originalmente.
Su valor era de 2 maravedís pero más tarde se manufacturaron otras de 4 y 8.